# Porcuna
Porcuna – gmina w Hiszpanii, w prowincji Jaén, w Andaluzji, o powierzchni 175,57 km². W 2011 roku gmina liczyła 6806 mieszkańców.